# Don Cheto
Don Cheto, es un cantante, presentador de televisión y locutor ficticio mexicano que reside y trabaja en los Estados Unidos. Es interpretado por el mexicano Juan Carlos Razo.
Ha sacado al mercado los discos Piporreando, y El Hombre del vozarrón. Realizó una parodia del vídeo de la canción Gangnam Style con estereotipos de cholos del Este de Los Ángeles; el vídeo contó con la participación de Ana Bárbara y Jenni Rivera logrando más de 90 millones de visitas en YouTube.

## Shows

### El Show de Don Cheto (televisión)
Es el anfitrión de El Show de Don Cheto, un programa en español con una hora de duración; se transmite en el canal 61 (de la ciudad de Houston) y en el canal 62 (de la ciudad de Los Ángeles) ambos en la cadena Estrella TV de la televisión estadounidense. Cuenta con repeticiones en las estaciones hermanas propiedad de Liberman Broadcasting.

### El Show de Don Cheto (radio)
El programa, lanzado en 2005, se transmite por la mañana a nivel nacional desde la ciudad de Los Ángeles en la frecuencia 105.5 (La Famosa Que Buena LA), en un principio contaba con la participación de Marlene Quinto y “El Boro”, actualmente cuenta con las participaciones de Giselle Bravo, Elvin David “El Chino” y Said García Solís (quien también funge como productor del programa). Según Arbitron Ratings, la Que Buena es la estación de radio en español con mayor audiencia en formato regional mexicano en los Estados Unidos.

## Interpretaciones
El personaje de Don Cheto realizó un cameo en el videojuego Grand Theft Auto V interpretando al locutor (junto a Camilo Lara del Instituto Mexicano del Sonido) en la estación de radio East Los FM.

## Discografía

### Álbumes
- Hablando por lo claro (2003)
- Piporreando (2004)
- El hombre del vozarrón / El chancho frijolero (2005)
- Vamos pa'l rancho / Muchos más: Línea De oro (2007)
- El gran show de Don Cheto y sus amigos (2007)
- La Crisis (2010)

### Sencillos
- El muy muy (2008; en colaboración con Amandititita)[4]